# Sheikh Zayed Cricket Stadium
Sheikh Zayed Stadium (arabisk: ملعب الكريكيت الشيخ زايد) er et idrætsanlæg i Abu Dhabi. Det kostede $22 millioner at bygge og er et af verdens nyeste cricketbaner. Den første kamp, som blev spillet i november 2004, var en first-class kamp mellem Skotland og Kenya.